# Oberea antennata
Oberea antennata es una especie de escarabajo longicornio del género Oberea, subfamilia Lamiinae. Fue descrita científicamente por Franz en 1972.
Se distribuye por Indonesia (islas de la Sonda).